# Billy Duffy
William Henry Duffy (12 de maig de 1961) és un músic i guitarrista anglès de rock. Entre els grups musicals on hi ha participat, el més conegut és The Cult.

## Joventut
Duffy va néixer i va créixer a Manchester, Anglaterra. Té ascendència i herència cultural irlandesa i jueva. Comença a tocar la guitarra als catorze anys, estant influït per la música de Queen, Thin Lizzy, The Who, Aerosmith, Blue Öyster Cult, i el treball primerenc de Led Zeppelin. A finals de la dècada de 1970 va formar part del moviment punk per influència de New York Dolls, The Stooges, Buzzcocks, i The Sex Pistols, així com AC/DC (al qual considera un grup proto-punk). Va començar a tocar la guitarra solista amb una sèrie de grups punk diferents mentre encara estava a l'escola a finals de la dècada de 1970, inclosos els Studio Sweethearts. En l'ambient musical de Manchester personalment va empènyer Johnny Marr a actuar com a guitarrista i feu el mateix amb Morrissey per gosar de ser líder i cantant del grup punk-rock The Nosebleeds.
Després d'acabar l'etapa escolar, Duffy va deixar Manchester quan els Studio Sweethearts es van traslladar a Londres. Treballà com a dependent de botiga del dissenyador i sastre Johnsons a King's Road, Chelsea. Els Studio Sweethearts es van separar posteriorment i Duffy va començar a tocar la guitarra solista a temps parcial amb la banda titulada Theatre of Hate. Poc després va conèixer Ian Astbury, aleshores líder i vocalista de Southern Death Cult, que va quedar prou impressionat amb el talent de Duffy per deixar el Southern Death Cult i crear una nova banda amb ell anomenada Death Cult. Després de llançar dos senzills, la banda va escurçar el seu nom a The Cult. En el single de debut de The Cult, "Spiritwalker", Duffy va crear un so distintiu enganxós utilitzant una guitarra que no estava de moda en aquell moment: una Gretsch White Falcon de mitjans dels anys 70, que es va convertir en el seu so i imatge marca registrada. Aquest va ser seguit per l'àlbum Love, amb l'èxit "She Sells Sanctuary".

## Carrera

### Acabaments dels 1980 i dècada de 1990
Duffy ajudà a canviar el so de The Cult a metal-blues en llur tercer àlbum de 1987, Electric.
Es mudà a Los Angeles en 1988 amb Astbury, on romanen tots dos. Allà, els dos companys d'escriptura (amb el baixista Jamie Stewart) es van dedicar al rock d'estadi i van gravar Sonic Temple. The Cult va arribar a un públic més gran, però l'atenció del públic no es va poder mantenir amb el seu següent àlbum, Ceremony, als albors de l'era del grunge.
Després de la gira 'Ceremonial Stomp' de 1992, Astbury va pressionar Duffy perquè tornés a les seves arrels, amb l'àlbum homònim The Cult. Això portaria finalment la separació del grup en 1995.
Durant els quatre anys de pausa de The Cult, Duffy va tocar amb Mike Peters de The Alarm en un projecte anomenat Coloursound.
Duffy toca en la cançó principal de l'àlbum debut del músic japonès J's de 1997, Pyromania.

### Reagrupament de The Cult
Duffy va reformar The Cult amb Astbury el 1999, la qual cosa va portar a un nou contracte de gravació amb Atlantic Records. El contracte impulsà un espectacle al Music Midtown Festival d'Atlanta el maig de 2001, on més de 60.000 persones els van veure actuar. Més tard llançaren l'àlbum Beyond Good and Evil.
El seu senzill per promocionar-lo, "Rise", que va assolir el número 125 als EUA i el número 3 durant 6 setmanes a la llista de rock principal, va ser retirat de la rotació de la ràdio una setmana després del llançament de l'àlbum. Les vendes, les ressenyes i l'assistència als directes van ser decebedores. El 2002 Astbury va tornar a fer una pausa a The Cult, quan va acceptar una oferta per cantar amb The Doors.

### 2004 endavant

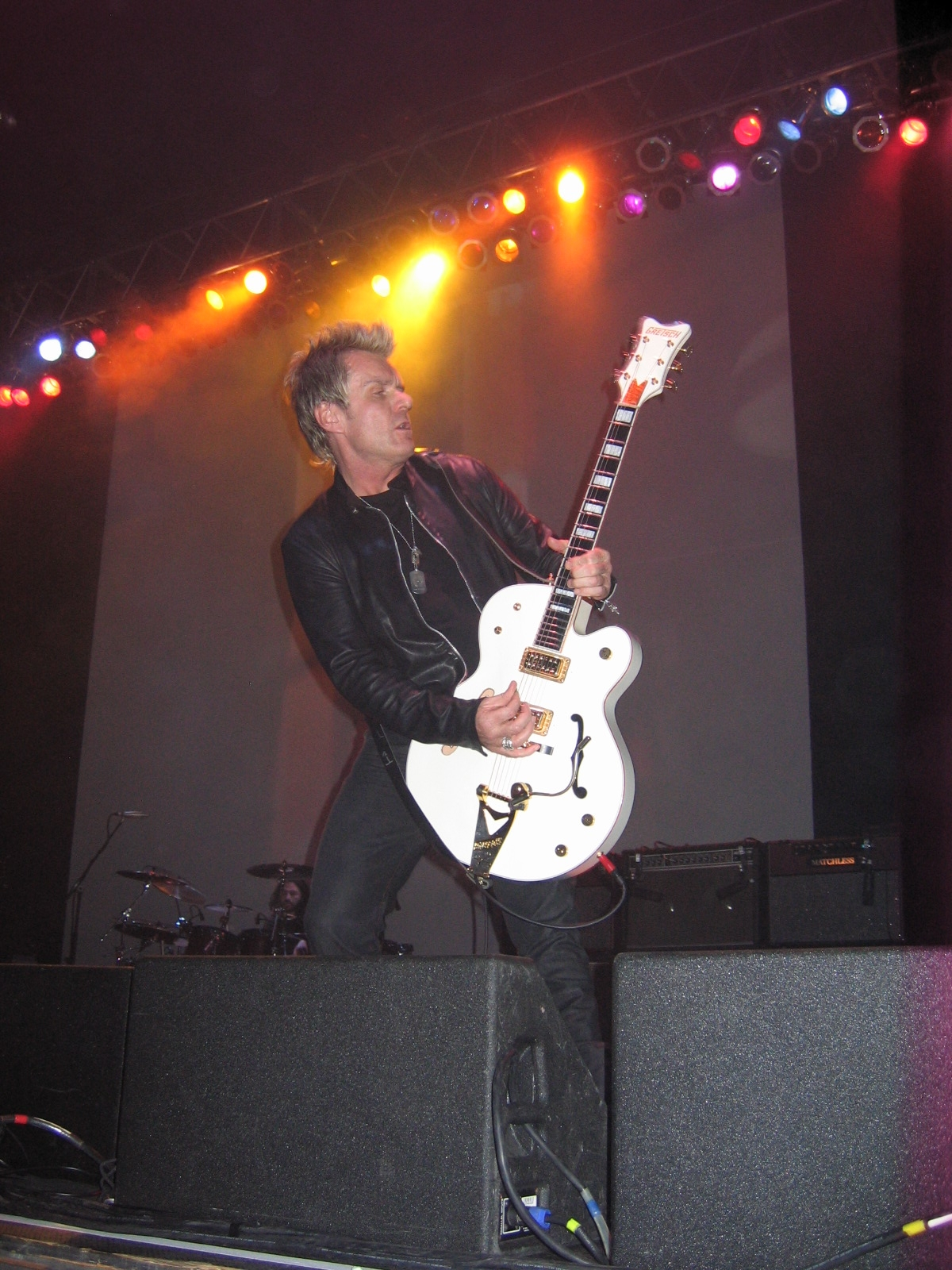
Duffy amb la guitarra White Gretsch. The Cult, Nova York any 2009

A principis de 2004, Duffy va formar la banda de versions Cardboard Vampyres al costat del guitarrista i vocalista d'Alice in Chains Jerry Cantrell. També hi havia a la banda el vocalista de Mötley Crüe i Ratt John Corabi, el baixista de The Cult Chris Wyse i el bateria Josh Howser. La banda va tocar en diversos llocs dels Estats Units entre 2004 i 2005. Predominantment a la costa oest. No resten àlbums enregistrats del grup.
The Cult es va reformar a principis de 2006 i després de tocar diversos concerts als Estats Units va fer una gira per Europa. Duffy va aparèixer a la pel·lícula d'Ethan Dettenmaier, Sin-Jin Smyth, que es va rodar el 2006, però encara no s'ha estrenat.
A principis de 2006 Duffy va gravar un àlbum debut amb la seva nova banda, Circus Diablo. L'àlbum es va gravar amb Duffy tocant la guitarra solista i l'antic baixista de gira de Cult Billy Morrison fent càrrec de la veu principal i el baix. L'antic líder de The Almighty, Ricky Warwick, va tocar la guitarra rítmica al CD. L'antic Cult, l'actual Velvet Revolver, el bateria Matt Sorum també van tocar al disc.
Després de la finalització de l'àlbum, l'antic membre de Fuel Brett Scallions es va afegir com a baixista perquè Morrison pogués centrar-se a ser el cantant principal. Després, Jeremy Colson, abans amb Steve Vai, va ser incorporat per ser el bateria a temps complet de la banda. La participació de Duffy va acabar el 2007.
El 2007, va ser jutge al programa televisiu Battle of the Bands de Bodog Music.
El 2010, Duffy va aparèixer a la sèrie de televisió Married to Rock, protagonitzada per la seva xicota AJ Celi. L'octubre de 2012, va actuar amb Sammy Hagar i Michael Anthony a la Cantina de Cabo Wabo per a l'aniversari de Sammy Hagar a Cabo San Lucas, Mèxic.
En una entrevista d'octubre de 2016 amb el periodista de PopMatters J.C. Maçek III, Duffy va parlar de la seva cançó de culte preferida, dient: "Jonesy [l'ex guitarrista de Sex Pistols convertit en presentador de ràdio, Steve Jones] a Jonesy's Jukebox acabava de tocar 'Love' de l'àlbum Love i aquesta és la meva favorita cançó de culte, em diu orgullós!"
Entre 2012 i 2016, Duffy aparegué amb el grup Kings of Chaos.

## Vida personal
Billy Duffy s'identifica amb la seva ascendència i herència jueva. A partir del 2020, Duffy està compromès amb l'antiga model Leilani Dowding.
Es reconeix com a apassionat seguidor del Manchester City F.C., tradició que coneix des del seu avi.